# سباستین شاو (کمیک)
سباستین هایرام شاو (به انگلیسی: Sebastian Hiram Shaw) یک شخصیت خیالی ابرشرور در کتاب‌های کامیک منتشر شده توسط مارول کامیکس است، که اغلب با مجموعه مردان ایکس در ارتباط است. شخصیت سباستین شاو توسط نویسنده کریس کلیرمونت و هنرمند جان بیرن خلق شده‌است؛ که برای اولین بار در شماره ۱۲۹ مجموعه کمیک مردان-ایکس غیرطبیعی در ژانویه ۱۹۸۰ حضور پیدا کرد.
سباستین شاو یک جهش‌یافته با توانایی جذب انرژی به منظور افزایش صفات فیزیکی و تبدیل آن به قدرت، سرعت و استقامت ابرانسانی است. او رهبر بخشی از انجمن هل‌فایر، یک سازمان مخفی انحصاری در نیویورک با هدف سلطه بر جهان است، اگرچه از دید عموم، شاو فردی معمولی و تنها یک تاجر کسب‌وکار قانونی محسوب می‌شد.
کوین بیکن نقش این شخصیت را در فیلم مردان ایکس: کلاس اول، سال ۲۰۱۱ ایفا کرده است.